# Bezirksklasse Halle-Merseburg 1935/36

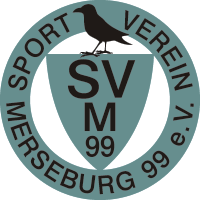
SV Merseburg 99 – Gauliga-Wiederaufstieg als B.-K.-Meister 1935/36

Die Bezirksklasse Halle-Merseburg 1935/36 war die dritte Spielzeit der seit 1933 als Unterbau zur Gauliga Mitte (VI) fungierenden zweitklassigen Bezirksklasse Halle-Merseburg. Der Gauliga-Absteiger  SV Merseburg 1899 sicherte sich in relativ souveräner Art und Weise den Meistertitel der Serie und realisierte im Anschluss auch den sofortig-angepeilten Wiederaufstieg in die höchste Klasse des Gaues Mitte. Der letztjährige Meister, VfL Halle 96 belegte den zweiten Rang vor dem Gauliga-Co.-Absteiger  VfL 1911 Bitterfeld. Da dieses Jahr die Besonderheit zweier Absteiger aus der obersten Klasse, sowie das gleichzeitige Scheitern des letztjährigen Titelträgers der Bezirksklasse als Umstand zusammentrafen, spielte man das Spieljahr als Novum einmalig mit 14 Vereinen aus. Deshalb einigte man sich vor Saisonbeginn auf drei Absteiger in die Kreisklassen, um die Anzahl für die kommenden Spielzeiten wieder zu minimieren. Die Sportfreunde aus Naundorf erspielten sich als Aufsteiger einen starken vierten Platz, noch vor den etablierten Klassen-Konkurrenten aus Zeitz, Weißenfels, Halle, Ammendorf und Naumburg. Die drei Absteiger der Spielzeit kristallisierten sich schon sehr früh heraus. Dabei landete die SpVg Neumark abgeschlagen auf dem letzten Platz. Auf dem Weg nach unten wurden sie von beiden Wacker-Mannschaften aus Mückenberg und Nordhausen begleitet. Den Aufstieg spielten wie gewohnt die Meister der Kreise untereinander aus, wobei sich der Merseburger VfL und der VfB Zscherndorf als zu stark für ihre drei anderen Mitbewerber erwiesen.
In dieser Saison wurde in den Kreisen zuletzt unter den gewohnten Kreis-Namen gespielt. Für die Saison 1936/37 wurde eine Kreis-Namens-Reform im Bezirk Halle-Merseburg angeordnet. Zwei der fünf untergeordneten Kreise wurden umbenannt. Dazu wurden zuvor bestehende Grenzlinien zwischen den Regionen leicht unterschiedlich gezogen. (ebenso in Thüringen)

## Abschlusstabelle
Tabellen, Zahlen und Resultate sind aus den im Unterpunkt Quellen notierten Zeitungen entnommen.
Ermittelte Spiele: 181 von 182__/__Ermittelte Tore: 811 / 821 - [* Nach-Recherche nötig ]

[ 3. Spielzeit - Saison-Beginn:  01.09.1935 ]
| Pl. | Verein                     | Sp.    | Tore  | Quote | Punkte |
| --- | -------------------------- | ------ | ----- | ----- | ------ |
| 01. | SV Merseburg 99 (A)        | 26     | 80:30 | 2,66  | 42:10  |
| 02. | VfL Halle 96 (M)           | 26     | 75:31 | 2,42  | 39:13  |
| 03. | VfL 1911 Bitterfeld (A)    | 26     | 71:41 | 1,73  | 36:16  |
| 04. | Sportfreunde Naundorf (N)  | 26     | 70:55 | 1,27  | 31:21  |
| 05. | SpVg Zeitz 1910            | 26     | 58:52 | 1,11  | 28:24  |
| 06. | TuRV 1861 Weißenfels       | 26     | 58:65 | 0,89  | 27:25  |
| 07. | SV Halle 98                | 26     | 58:48 | 1,20  | 26:26  |
| 08. | Naumburger SV 05           | a 25 a | 62:61 | 1,01  | 25:25  |
| 09. | Ammendorfer FC 1910        | a 25 a | 52:56 | 0,92  | 22:28  |
| 10. | FC Preußen 01 Merseburg    | 26     | 54:67 | 0,80  | 22:30  |
| 11. | FV Schwarz-Gelb Weißenfels | 26     | 45:71 | 0,63  | 22:30  |
| 12. | SV Wacker 05 Nordhausen    | 26     | 39:61 | 0,64  | 19:33  |
| 13. | Wacker 04 Mückenberg (N)   | 26     | 54:88 | 0,61  | 16:36  |
| 14. | SpVg 1919 Neumark          | 26     | 35:95 | 0,36  | 07:45  |

Nach-Recherche:
| (A) | Absteiger aus der Gauliga Mitte    |
| (M) | Titelverteidiger des Vorjahres     |
| (N) | Aufsteiger aus den 1. Kreisklassen |

(bei Punktgleichheit entschied in allen Klassen und Runden jeweils der Tor-Quotient über die Tabellen-Platzierung)

## Aufstiegsrunde
In der Aufstiegsrunde spielten die fünf Gewinner der einzelnen 1. Kreisklassen um die beiden Aufstiegsplätze zur Bezirksklasse Halle-Merseburg 1936/37.
Ermittelte Spiele: 17 von 20__/__Ermittelte Tore: 95__/__Ausspielung: [ 13.04. – 28.06.1936 ]
| Pl. | Verein                                                  | Sp. | Tore  | Quote | Punkte |
| --- | ------------------------------------------------------- | --- | ----- | ----- | ------ |
| 1.  | VfL 1912 Merseburg (Sieger Kreisklasse Saale)           | 7   | 28:70 | 4,00  | 14:00  |
| 2.  | VfB 1919 Zscherndorf (Sieger Kreisklasse Mulde)         | 6   | 18:16 | 1,12  | 6:6    |
| 3.  | VfB Hohenleipisch 1912 (Sieger Kreisklasse Elbe-Elster) | 8   | 18:30 | 0,60  | 7:9    |
| 4.  | SV 1910 Teuchern (Sieger Kreisklasse Saale-Elster)      | 6   | 19:21 | 0,90  | 4:8    |
| 5.  | TV Salza (Sieger Kreisklasse Kyffhäuser)                | 7   | 12:21 | 0,57  | 03:11  |

Wacker Nordhausen - Abstieg in die Kreisklasse-Kyffhäuser

Anmerkung: Die Spiele: (1.) Hohenleipisch vs.Salza - sowie - (2.) Salza vs.Merseburg wurden mit 0:0 Toren und 0:2 Punkten gegen Salza gewertet, weil der Verein beide Male nicht antrat. 
 (Zscherndorf = heutiger Stadtteil von Sandersdorf-Brehna.)

* [ Drei Spiel-Resultate sind dazu nachzu-ermitteln.]